# Osiedle Walentego Roździeńskiego
Osiedle Walentego Roździeńskiego (również pod nazwą osiedle „Gwiazdy”) – osiedle mieszkaniowe w Katowicach, położone przy alei W. Roździeńskiego na terenie dzielnicy Zawodzie, wybudowane w latach 1970–1978 na terenach należących wcześniej do Kopalni Węgla Kamiennego „Katowice”.  
Składa się ono z siedmiu wysokościowców mieszkalnych zwanych „Gwiazdami”, gdyż podstawą budynków jest gwiazda ośmioramienna. Są one jednymi z najwyższych budynków mieszkalnych w Katowicach, a za ich projekt odpowiada zespół architektów w składzie: Henryk Buszko, Aleksander Franta i Tadeusz Szewczyk. 

## Historia

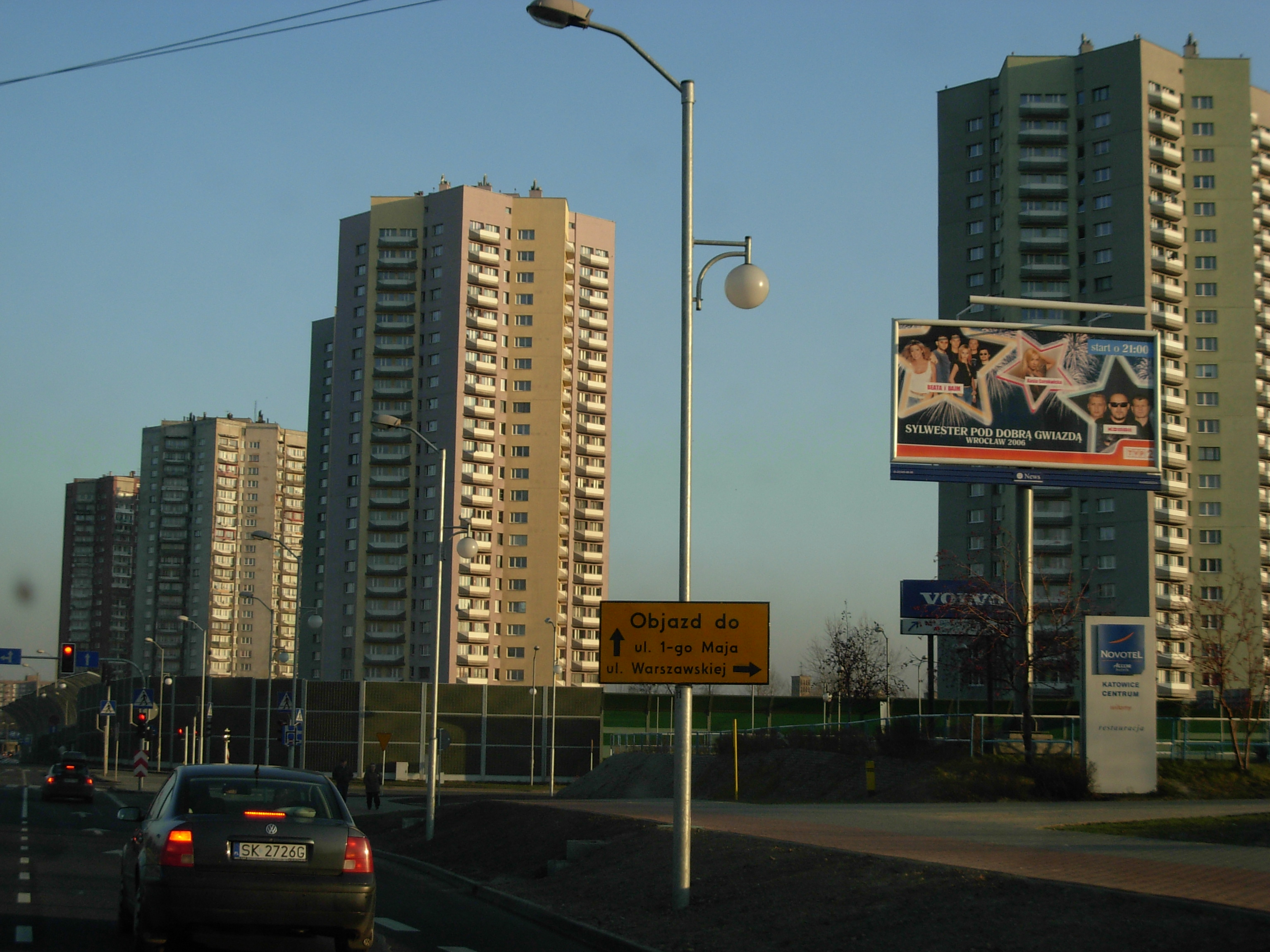
Fragment osiedla z poziomu alei W. Roździeńskiego pod koniec 2006 roku

Osiedle W. Roździeńskiego powstało na terenach, w których dawniej znajdowały się stawy i zbiorniki wody popłuczkowej z kopalni „Katowice”. Badania gruntu wykazały, że teren był na tyle stabilny, że można było budować duże budynki. Wbito też dodatkowo pale stabilizujące na głębokość 30 m. Sama zaś aleja W. Roździeńskiego, przy którym wybudowano osiedle, została wytyczona w latach 50. XX wieku. Rozważano początkowo różne warianty wysokości budynków oraz ich liczbę. Inicjatorem zaś powstania osiedla był gen. Jerzy Ziętek. Budowa osiedla ruszyła w 1970 roku. W pierwszym etapie budowy osiedla na grząskim i podmokłym terenie nad Rawą powstały trzy wysokościowce i budynek szkoły. Jako pierwszą oddano do użytku „Gwiazdę” 1 (al. W. Roździeńskiego 100), którego budowę ukończono już w tym samym roku. W początkowym okresie powstała również „Gwiazda” przy al. W. Roździeńskiego 98), wybudowana z funduszu mieszkaniowego Zakładów Wytwórczych Urządzeń Sygnalizacyjnych ZWUS Katowice dla pracowników ZWUS Katowice. Pierwsi z nich wprowadzili się w listopadzie 1975 roku. W drugim etapie powstały dalsze cztery wieżowce oraz pawilon handlowo-usługowy. Budowę wysokościowców zakończono w 1978 roku (według innego źródła, wraz z pawilonami w 1982 roku). W latach 80. XX wieku planowano także połączenie osiedla z zabudową ośrodków dydaktycznych Uniwersytetu Śląskiego. 
W 2002 roku dla „Gwiazdy” 1 (al. W. Roździeńskiego 100), powołano wspólnotę mieszkaniową (wcześniej budynek należał do Zarządu Nieruchomości PKP), zaś w tym samym roku, w lipcu została powołana Wspólnota Mieszkaniowa przy ul. Roździeńskiego 98. Dnia 15 lutego 2012 roku zarejestrowano Spółdzielnię Mieszkaniową SM „Gwiazda” dla „Gwiazdy” przy al. W. Roździeńskiego 96. W 2009 roku na osiedlu rozpoczęto remonty elewacji „Gwiazd” wraz z ociepleniem budynków. Termomodernizacja ostatniego – pod numerem 96 – rozpoczęła się w sierpniu 2014 roku. W związku z planami władz Katowic przy przebudowie wylotu z tunelu Drogowej Trasy Średnicowej w ciągu alei W. Roździeńskiego mieszkańcy osiedla W. Roździeńskiego rozpoczęli w lipcu 2019 roku działania protestacyjne z uwagi na obawy przez zwiększoną emisją hałasu, zmniejszeniem liczby miejsc postojowych dla samochodów czy likwidacją pasu zieleni. 

## Architektura i urbanistyka

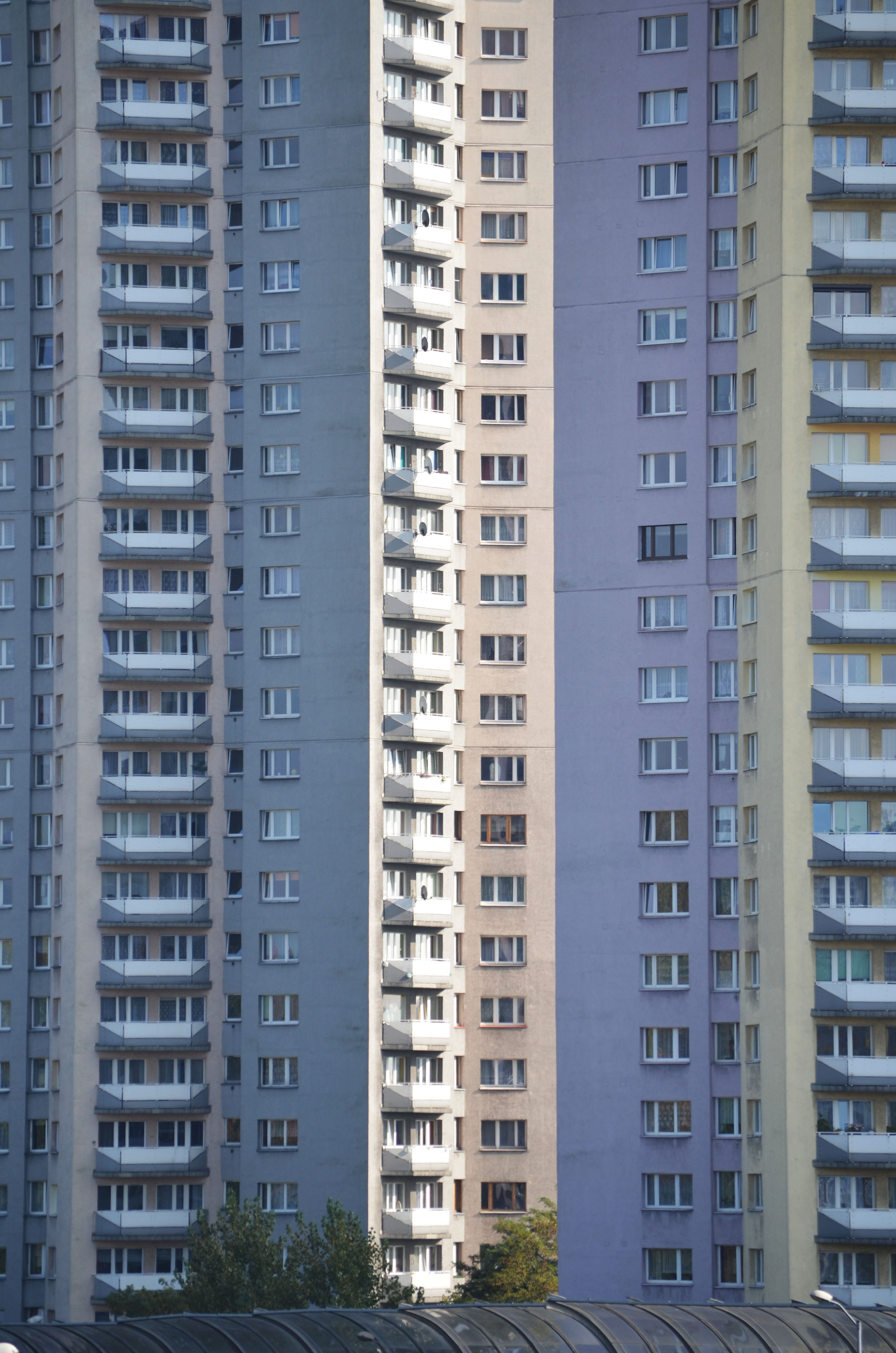
Zbliżenie na elewację „Gwiazd”

Osiedle W. Roździeńskiego położone jest w Katowicach, na terenie dzielnicy Zawodzie, w kwartale ulicy J. Dudy-Gracza, alei W. Roździeńskiego, ulicy Bogucickiej oraz Rawy. Składa się ono z siedmiu wysokościowców zwanych „Gwiazdami” oraz pawilonów handlowo-usługowych. Adresy poszczególnych wieżowców to al. Walentego Roździeńskiego: 86, 86a, 88, 90, 96, 98 i 100. Wieżowce mieszkalne mają identyczne parametry. Są to budynki 27-kondygnacyjne (w tym 24 użytkowe) o wysokości 81 metrów. Powierzchnia „Gwiazd” wynosi 18 720 m², zaś kubatura 55 456 m³. Wieżowce powstały techniką szalunkową z pumeksopyłobetonu. Są one zbudowane na planie ośmioramiennej gwiazdy. Taki układ pozwolił na umieszczenie w budynku więcej lokali mieszkalnych aniżeli w budynkach na planie prostokąta i jednocześnie w ten sposób zmniejszono o 30% straty ciepła. Na każdym piętrze zaprojektowano dwie loggie oddzielone od siebie czterema narożnikami. Elewacje „Gwiazd” po termomodernizacji są szare w połączeniu ze stonowanymi barwami: wrzosową, bladożółtą, oliwkowozieloną i niebieską. Osiedle od strony głównych dróg otoczone jest przez ekrany akustyczne. Udział powierzchni zabudowanej w powierzchni terenu osiedla wynosi 12%, wskaźnik intensywności zabudowy (netto) – 1,96 WIZ, zaś średnia ważona liczby kondygnacji dla osiedla to 16,3. W skali całych Katowic wskaźnik intensywności zabudowy dla osiedla jest najwyższy. Osiedle zostało zaprojektowane przez zespół architektów, w skład którego wchodzili: Henryk Buszko, Aleksander Franta i Tadeusz Szewczyk, zaś za konstrukcję odpowiada Jaromir Bohoniuk.

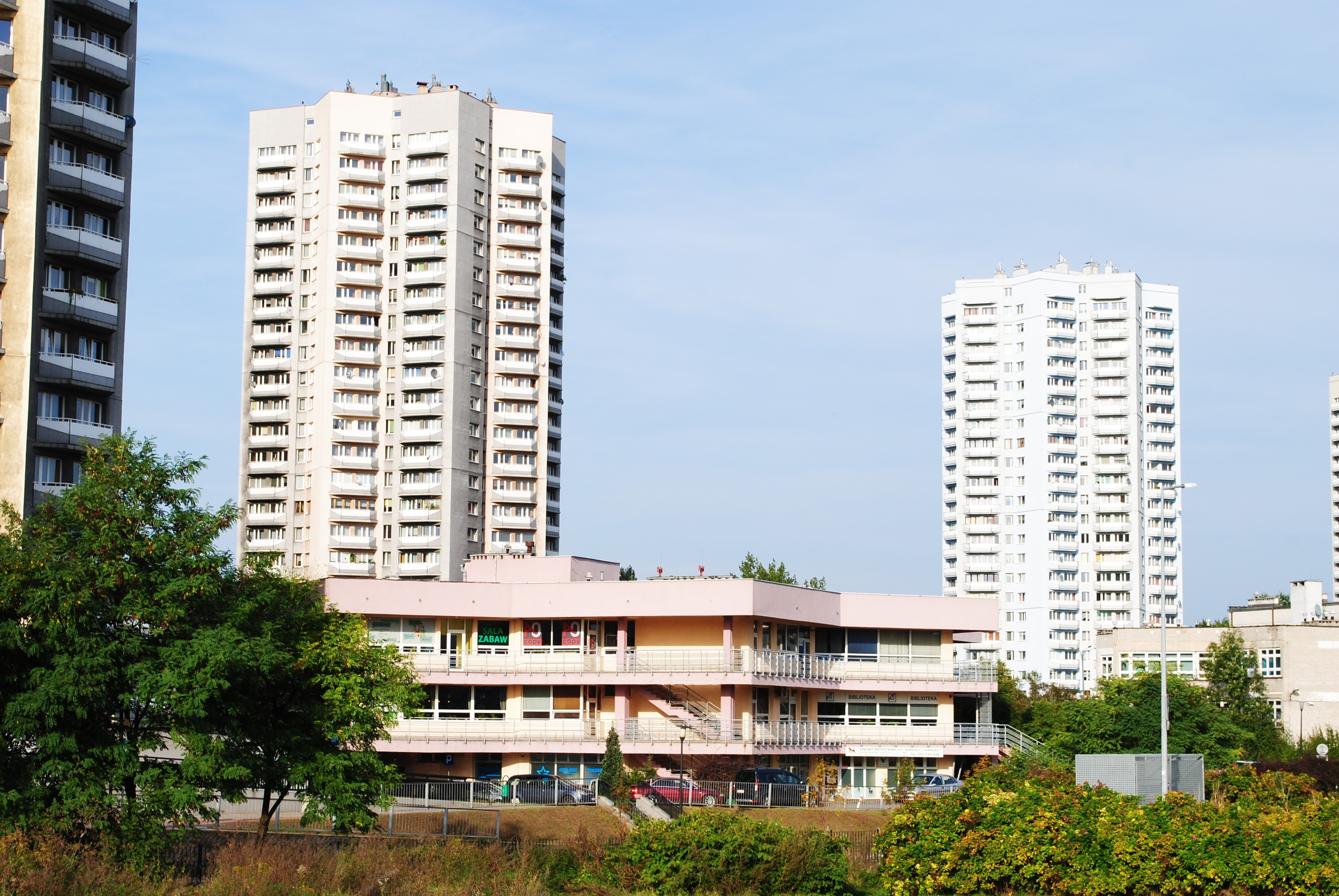
Fragment osiedla „Gwiazdy”; na pierwszym planie jeden z pawilonów handlowo-usługowych

„Gwiazdy” 3, 4, 5 i 7 są zamieszkane jedynie na 23 kondygnacjach, ponieważ na pierwszym piętrze znajdują się pomieszczenia przeznaczone placówki usługowe. W tych budynkach mieszkańcy drugiego piętra posiadają obszerny taras. Dodatkową różnicą są nieco ciaśniejsze hole (lobby) w „Gwiazdach” 1 i 2. Mieszkania mają powierzchnię od 54 do 62 m². 
Budynki wyposażone są w trzy windy osobowe, w tym jedną osobowo-towarową, a także klatkę schodową. Są one zgrupowane w szybie centralnym o prostokątnym przekroju, wokół którego znajduje się korytarz. Zamiast piwnic powstały komórki, przynależące do każdego z mieszkań. Na dachach budynki posiadają oświetlenie lotnicze. Zarządzane przez KSM na osiedlu W. Roździeńskiego „Gwiazdy” są też wyposażone w systemy bezpieczeństwa, jak m.in.: monitoring przeciwpożarowy połączony bezpośrednio ze Strażą Pożarną, czujniki sygnalizujące nieszczelność w instalacji gazowej, system automatycznego oddymiania budynków, system oświetlenia awaryjnego dróg ewakuacyjnych na wypadek braku zasilania, instalacja hydrantowa, monitoring oraz system dodatkowego zasilania wodę w celach przeciwpożarowych.
Czterema budynkami osiedla W. Roździeńskiego (al. W. Roździeńskiego 86, 86a, 88 i 90) zarządza Administracja Osiedla Gwiazdy Katowickiej Spółdzielni Mieszkaniowej. Siedziba administracji znajduje się przy alei. W. Roździeńskiego 86a. Wraz z dwoma budynkami przy ulicy Uniwersyteckiej 25 i 29, w budynkach zarządzanych przez KSM znajduje się łącznie 1 077 mieszkań, w których w kwietniu 2020 roku mieszkało 1 937 osób. Ponadto KSM posiada 35 lokali użytkowych o powierzchni użytkowej 3176 m² oraz garaże wbudowane i wolnostojące. Wysokościowce przy ulicy Uniwersyteckiej 25 i 29 to budynki 15-kondygnacyjne (w tym 14 użytkowych) o wysokości ponad 40 metrów.
Budynek przy alei W. Roździeńskiego 96 znajduje się w Spółdzielni Mieszkaniowej SM „Gwiazda”, zaś wysokościowce przy alei W. Roździeńskiego 98 i 100 stanowią wspólnotę mieszkaniową. Budynki przy alei W. Roździeńskiego 96 i 100 zarządzane są przez katowicki oddział firmy ADM ZN, zaś blok przy alei. W Roździeńskiego 98 przez firmę GZN.

## Instytucje i komunikacja

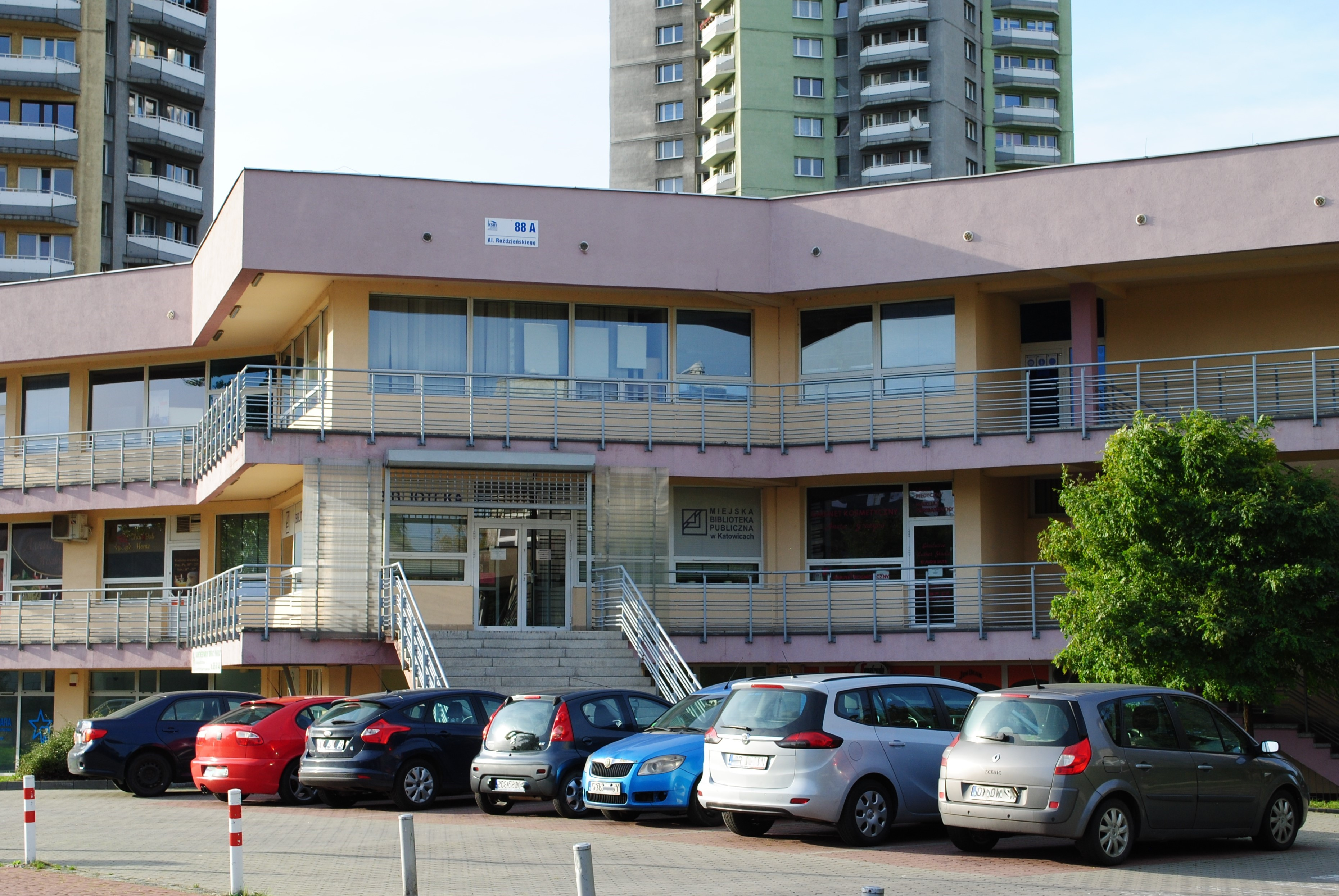
Filia nr 24 Miejskiej Biblioteki Publicznej w Katowicach przy alei W. Roździeńskiego 88a

Na osiedlu W. Roździeńskiego powstały wolnostojące budynki usługowe, jak i też w samych „Gwiazdach” ulokowano placówki handlowo-usługowe. Należą do nich m.in. (stan na 2021 rok): poradnia ortopedyczna (aleja W. Roździeńskiego 86a), gabinety stomatologiczne (nr 88a i 90), filia Poczty Polskiej nr 11 (nr 88a) czy różnego rodzaju sklepy i inne placówki usługowe. Z placówek oświatowo-wychowawczych, na osiedlu działają dwa przedszkola oraz szkoła podstawowa, a samo zaś osiedle sąsiaduje z kampusami dwóch górnośląskich uczelni – z Uniwersytetem Śląskim oraz Uniwersytetem Ekonomicznym. 
Znajdują się tu następujące placówki:
- Miejskie Przedszkole nr 67 z Oddziałami Integracyjnymi (al. W. Roździeńskiego 88) – zostało ono powołane w 1981 roku, zaś w 1993 roku powołano pierwszą grupę specjalną dla dzieci specjalnej troski; w placówce działało w 2020 roku 7 oddziałów, w tym 4 integracyjne i 3 specjalne[23],
- Miejskie Przedszkole nr 74 (al. w Roździeńskiego 96) – do przedszkola o powierzchni 730 m², znajdującego się w parterze wieżowca mieszkalnego, uczęszcza średnio 100 dzieci; posiada ono m.in. 4 sale zabaw dla dzieci oraz salę rekreacyjną[24],
- Zespół Szkolno-Przedszkolny nr 5 (al. W. Roździeńskiego 82) – na zespół ten składa się: Miejskie Przedszkole nr 6 oraz Szkoła Podstawowa nr 2 im. Jana III Sobieskiego; do przedszkola w czerwcu 2020 roku uczęszczało 79 dzieci, zaś szkoła podstawowa składała się wówczas z 16 oddziałów, do których uczęszczało łącznie 333 dzieci[25].

Na osiedlu W. Roździeńskiego działa Klub Spółdzielczy KSM „Pod Gwiazdami”, kierowany przez Katowicką Spółdzielnie Mieszkaniową. Siedziba klubu mieści się w Gwieździe przy alei W Roździeńskiego 86a. Klub „Pod Gwiazdą” organizuje zajęcia o różnorodnej tematyce dla osób w różnym wieku. Przy alei W. Roździeńskiego 88a działa także Filia nr 24 Miejskiej Biblioteki Publicznej w Katowicach, która prócz wypożyczalni dla dzieci i dorosłych prowadzi lekcje biblioteczne, a także cykle spotkań oraz zajęcia plastyczne dla dzieci Na północ od osiedla W. Roździeńskiego mieści się siedziba Muzeum Śląskiego.
Transport miejski z osiedla W. Roździeńskiego zapewniają autobusy kursujące na zlecenie Zarządu Transportu Metropolitalnego (ZTM). Przy osiedlu funkcjonuje przystanek Katowice Strefa Kultury, z którego odjeżdżają linie zwykłe, jak i przyspieszone w różnych kierunkach, zarówno do innych dzielnic Katowic, jak i miast Górnośląsko-Zagłębiowskiej Metropolii. W roku 2022 na osiedlu w okolicach boiska pojawiła się stacja wypożyczalni rowerów miejskich City by bike  – była to stacja nr 7274 Os. Gwiazdy. Systen ten został zastąpiony przez Metrorower.

## Galeria

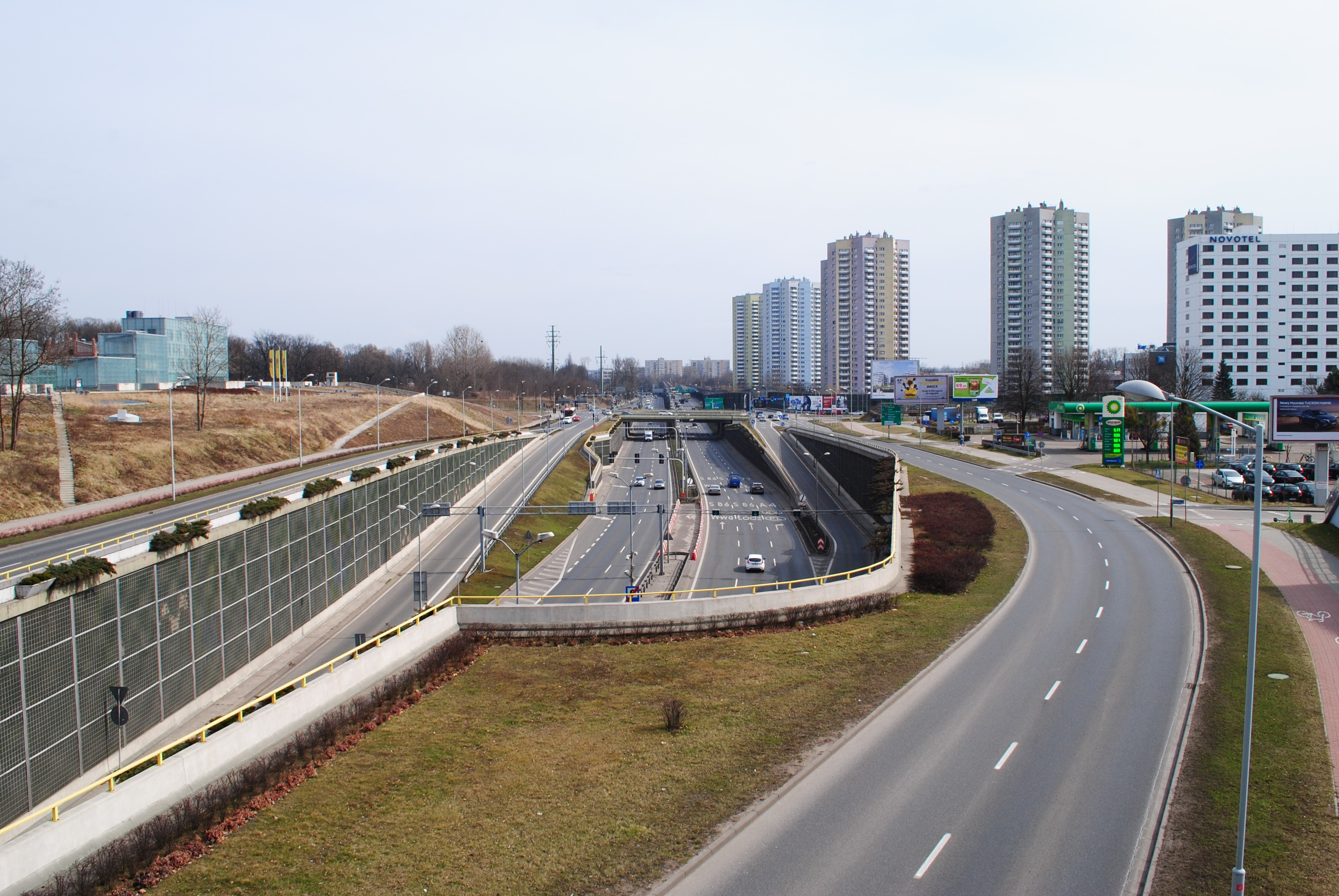
Fragment osiedla widzianego z kładki nad aleją W. Roździeńskiego
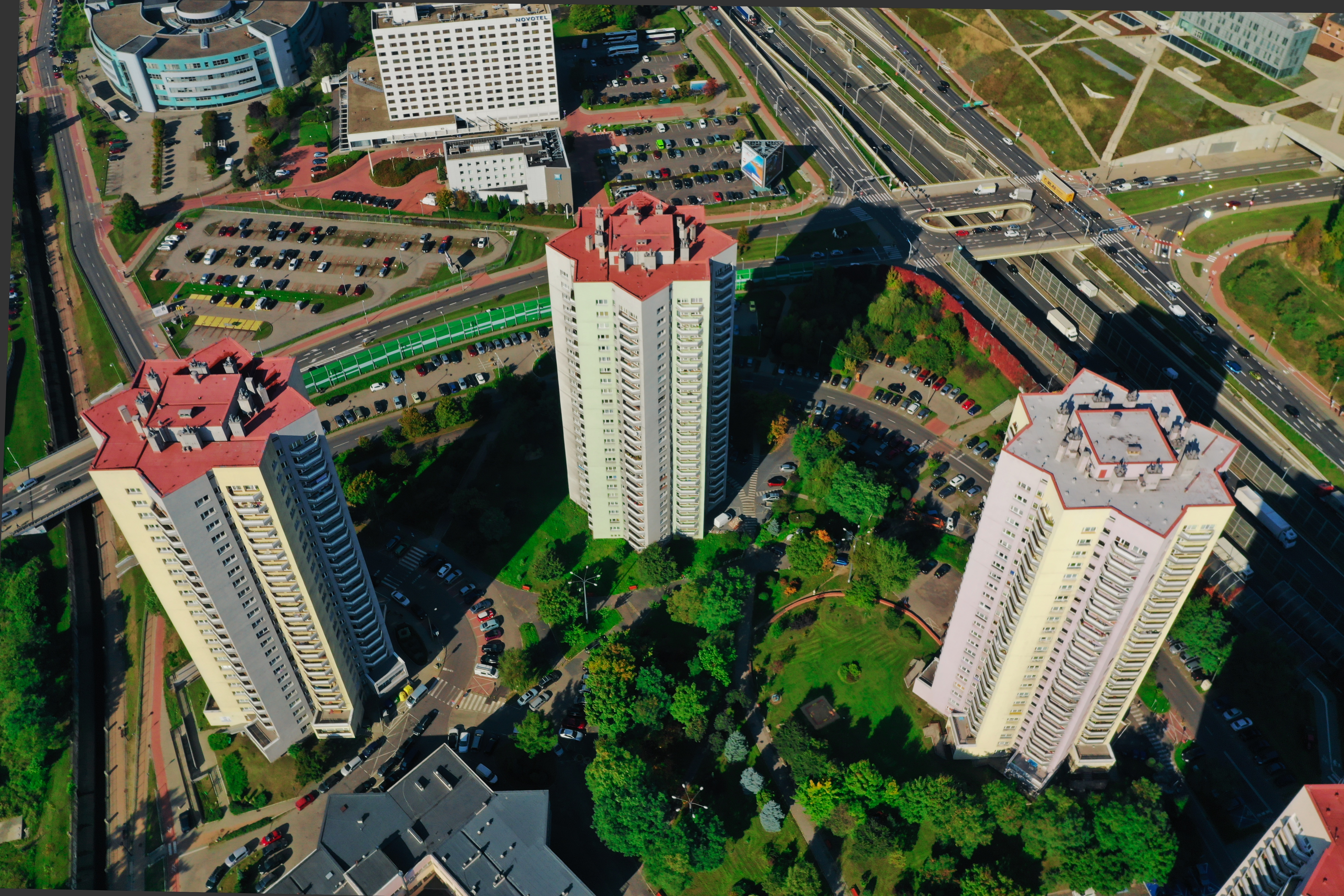
Widok z lotu ptaka na część „Gwiazd”
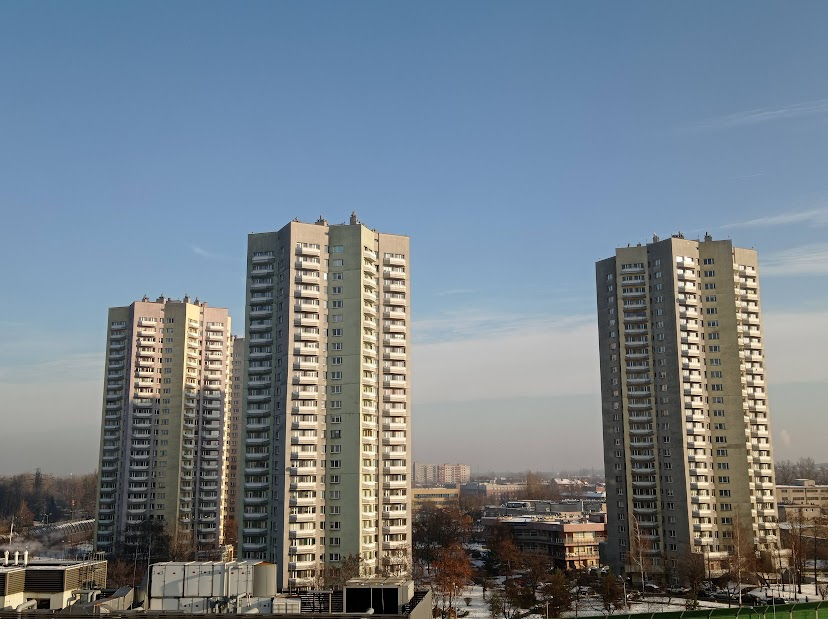
Fragment osiedla w scenerii zimowej
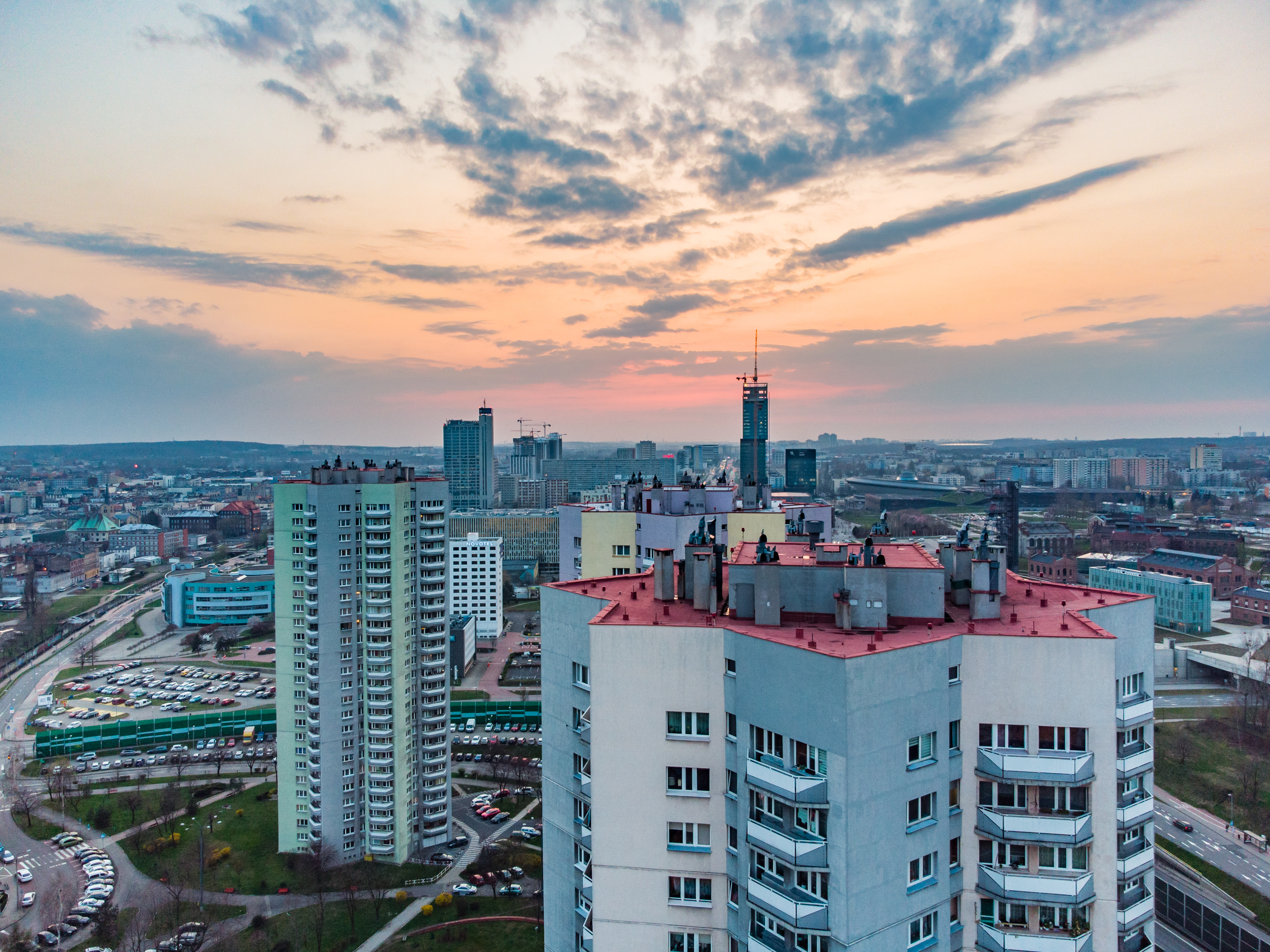
Widok na część „Gwiazd”
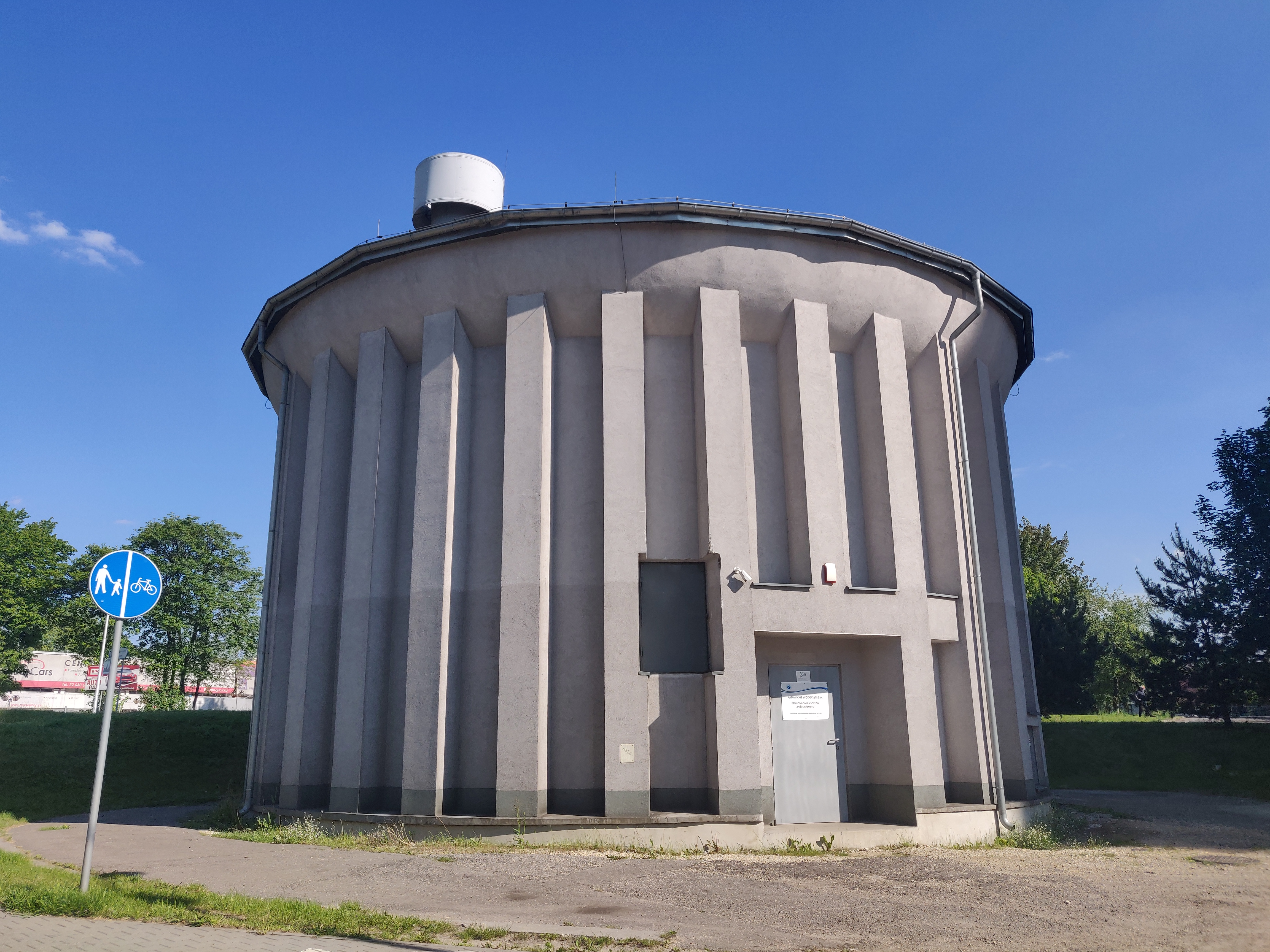
Budynek przepompowni „Gwiazdy”
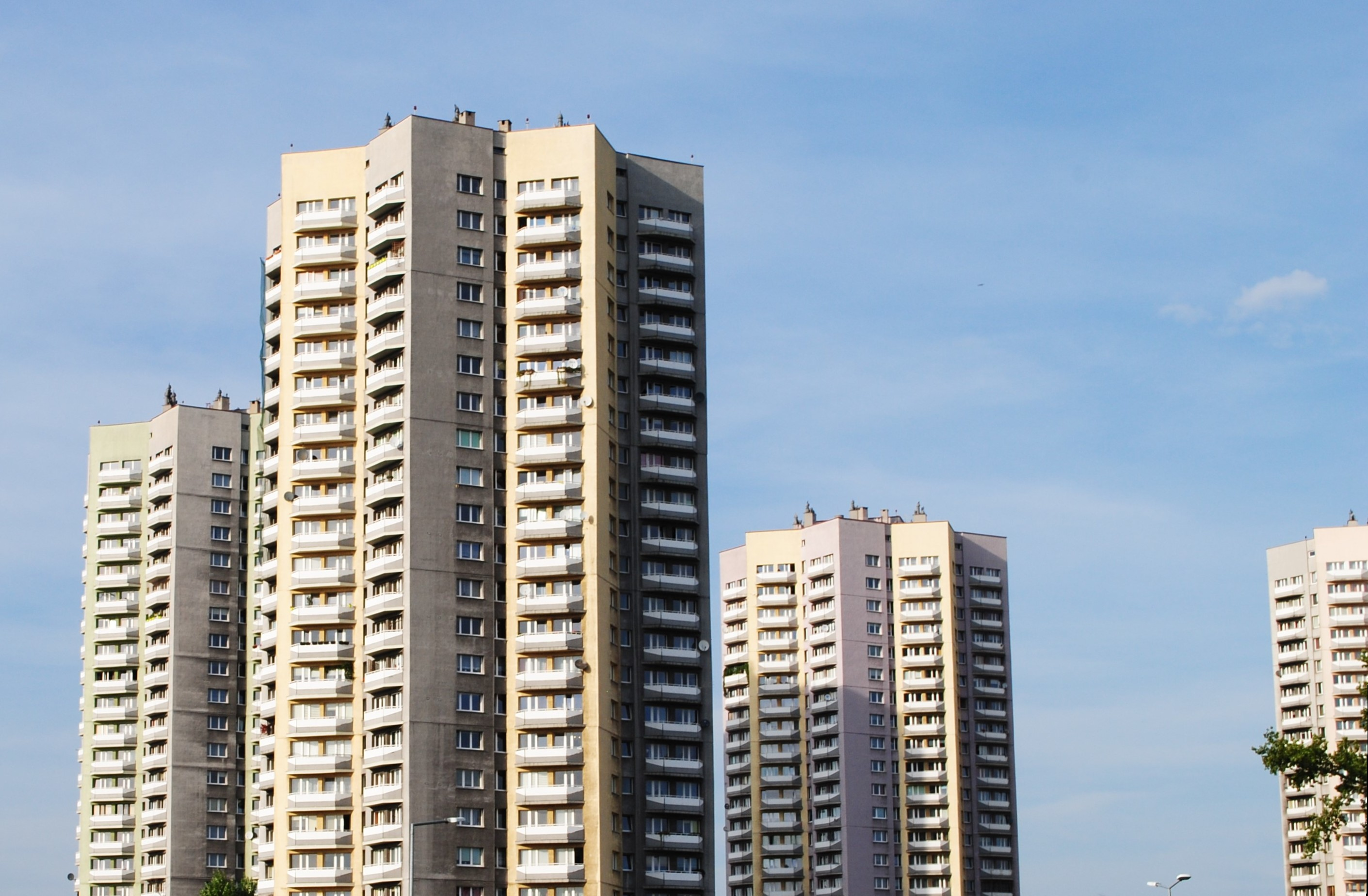
Zbliżenie na część „Gwiazd”